# 马纳马杜赖
马纳马杜赖（Manamadurai），是印度泰米尔纳德邦Sivaganga县的一个城镇。总人口26284（2001年）。

## 人口
该地2001年总人口26284人，其中男性13241人，女性13043人；0—6岁人口3099人，其中男1611人，女1488人；识字率74.28%，其中男性为80.92%，女性为67.53%。